# Makoto (Street Fighter)
Makoto (まこと?) es un personaje ficticio del juego Street Fighter que apareció por primera vez en 1999 en Street Fighter III: 3rd Strike. Llamada «la chica con el espíritu de karate puro», Makoto heredó el dōjō cuando su padre, llamado Masaru, murió, pero nunca tuvo muchos estudiantes por lo que decidió viajar por el mundo para hacer su estilo más famoso y así atraer a nuevos alumnos.

## Apariencia
Makoto luce un karate gi de corte europeo, debajo usa un sostén rojo. Lleva un hachimaki (diadema) o cinta de color amarilla que cuelga detrás de su espalda. Su pelo es corto y ligeramente desordenado, camina con los pies descalzos y tiene un cuerpo exuberante, muy desarrollada para su edad con grandes brazos y piernas al igual que manos y pies.

### Diseño del personaje
La creación de Makoto pasó por muchas y diversas propuestas de diseño durante el desarrollo de Street Fighter III, pero «un karate-gi holgado y una determinación para reparar su dojo en decadencia fueron ideas existentes desde el principio.» Tiene rasgos masculinos, vestida con un dōgi blanco y un hachimaki amarillo. El hachimaki es una característica distintiva del diseño de Makoto, que fue incorporada por el equipo de desarrollo de 3rd Strike para demostrar visualmente su velocidad y trayectoria a través de la pantalla, por ejemplo al ondear mientras Makoto acumula poder para realizar su movimiento especial llamado «Hayate». Debido a que no existía un componente en el motor de juego de Street Fighter IV que permitiera recrear el movimiento dinámico del hachimaki de Makoto, fue necesario crear una mecánica específicamente para ella. Previo al lanzamiento 3rd Strike, circularon rumores de que Makoto era la hermana menor de Ryu debido a la similitud en sus atuendos.
La voz de Makoto, interpretada por Makoto Tsumura, se caracteriza por el uso del dialecto Tosa (Tosa-ben) del japonés. Para asegurar su autenticidad, el equipo de desarrollo contrató a un profesional en el uso de este dialecto para supervisar al equipo responsable de la grabación de voces. Es el único personaje de Street Fighter que usa este dialecto y su voz fue la más difícil de grabar en Super Street Fighter IV.

## Historia
Al encontrar a Ryu en 3rd Strike, Makoto ve una gran oportunidad para demostrar que su estilo de Karate es el más poderoso de todos y conseguiría un gran honor derrotando al más legendario luchador de todos los tiempos.
Se puede ver que Makoto tiene una rivalidad con Ibuki en este juego.
En Super Street Fighter IV Makoto retorna al dojo, pero lo encuentra muy viejo y dañado, por ello tuvo la idea de participar en el torneo de S.I.N. pensando que con la recompensa que ganaría podría reparar los desperfectos del dojo. En el torneo se encuentra con Fei Long como rival, siendo un gran honor para ella luchar con él. Al final regresa al dojo con las manos vacías, obligada a asumir las reparaciones por su cuenta propia.

## Recepción
Makoto ha tenido, en general, una buena recepción. En 2018 en una encuesta organizada por Capcom, Makoto fue votada como el segundo personaje más popular de toda la serie Street Fighter.
G4TV describió a Makoto como una favorita de los fans cuando se anunció su inclusión en Super Street Fighter IV. Christian Svensson, Vicepresidente de planeación estratégica y desarrollo de negocios de CAPCOM de América comentó que Makoto era «algo así como la segunda en términos de popularidad y en las "listas de fantasía (de personajes para Super Street Fighter IV)" de los fans.» Brandon Sheffield, editor en jefe de Game Developer, mencionó escuchar a muchas personas decir que la presencia de Makoto en Super Street Fighter IV «fue lo que me hizo decidirme, fue un punto crucial para decidir si compraría este juego.»
IGN situó a Makoto en la posición 23 en su lista de personajes favoritos de Street Fighter, elogiando el rango de movimiento y detalle de sus animaciones y también la incluyó en su lista de personajes que deseaban para Super Street Fighter IV comentando que fue la «verdadera estrella» de Street Fighter III y que era «muy probablemente su personaje favorito a lo largo de todo el canon de Street Fighter». UGO eligió a Makoto como uno de los 50 mejores personajes de Street Fighter, comentando que «fue uno de los pocos personajes que no fue abandonado después del poco estelar éxito de Street Fighter III en las arcade.» Seth Killian, communnity manager de Capcom y figura prominente en la comunidad de Street Fighter, llamó a Makoto uno de sus «personajes favoritos.»